# Chavanod
Chavanod este o comună în departamentul Haute-Savoie din sud-estul Franței. În 2009 avea o populație de 2.253 de locuitori.

## Evoluția populației
| An        | 1975  | 1982  | 1990  | 1999  | 2006  | 2009  |
| --------- | ----- | ----- | ----- | ----- | ----- | ----- |
| Populație | 1.019 | 1.254 | 1.489 | 1.883 | 2.135 | 2.253 |